# Ferrisburgh (Vermont)
Pour les articles homonymes, voir Ferrisburgh.
Ferrisburgh est une ville américaine située dans le Comté d'Addison, dans le Vermont. Selon le recensement de 2020, sa population est de 2 646 habitants.